# Horacio Morales (Politiker)
Horacio „Boy“ Morales, Jr. (* 11. September 1943 in Moncada, Provinz Tarlac; † 29. Februar 2012 in Quezon City) war ein philippinischer Wirtschaftswissenschaftler und Politiker, der unter anderem während der Amtszeit von Staatspräsident Joseph Estrada Minister für Agrarreformen war und sich in zahlreichen Nichtregierungsorganisationen für die Entwicklung der Philippinen einsetzte.

## Leben
Moncada studierte nach dem Schulbesuch Wirtschaftswissenschaften an der Universität der Philippinen und erwarb dort 1965 einen Bachelor of Arts (B.A. Economics). Im Anschluss trat er als Ökonom in die Regierung von Präsident Ferdinand Marcos ein und absolvierte wenig später ein postgraduales Studium der Wirtschaftswissenschaften an der University of Oklahoma, das er 1968 mit einem Master of Arts (M.A. Economics) beendete. Im Laufe seines weiteren Berufslebens wurde er Vizepräsident der Entwicklungsakademie (Development Academy of the Philippines).
Für seine Leistungen im Bereich der Wirtschafts- und Entwicklungsstrategien wurde er 1977 von der Junior Chamber International (JCI) zu einem der Ten Outstanding Young Persons der Philippinen gewählt. Am Tage der Preisverleihung erklärte er seinen Rücktritt aus dem Regierungsdienst und schloss sich der Partido Komunista ng Pilipinas an, die seit 1969 einen Guerilla-Krieg gegen Diktator Marcos führte. In den folgenden Jahren beteiligte er sich aktiv an den Kämpfen dieser Untergrundbewegung, ehe er 1982 festgenommen wurde. Morales befand sich bis 1986 in Haft und wurde dann nach dem Sturz von Marcos im Rahmen einer Amnestie für politische Gefangene durch die neugewählte Präsidentin Corazon Aquino freigelassen.
Im Anschluss war er von 1986 bis 1998 Präsident der Philippine Rural Reconstruction Movement (PRRM), einer 1952 gegründeten Nichtregierungsorganisation zur Unterstützung armer Bevölkerungsgruppen. 1987 kandidierte er erfolglos als Bewerber der Partei Neue Demokratische Allianz (Bagong Alyansang Makabayan) für einen Sitz im Senat.
Am 1. Juli 1998 wurde er von Präsident Joseph Estrada zum Minister für Agrarreformen (Secretary of Agrarian Reform) in dessen Kabinett berufen und behielt diese Funktion bis zum Sturz Estradas durch die EDSA-Revolution am 11. Februar 2001. Nachfolger als Minister wurde daraufhin Hernani Braganza. Zugleich war er zeitweise Präsident sowie Generalsekretär der 1991 von Estrada gegründeten Partei Kraft der philippinischen Massen (Pwersa ng Masang Pilipino) sowie von 1998 bis 2001 auch Vorstandsvorsitzender der Entwicklungsakademie.
Nach seinem Ausscheiden aus der Regierung engagierte er sich weiterhin in verschiedenen Nichtregierungsorganisationen wie Fund for Assistance to Private Education (FAPE), Integrated Protected Areas Inc. (NIPA), Responsible Parenthood Council (RPC), La Liga Policy Institute.
Im Dezember 2011 erlitt er in Baguio City einen Herzinfarkt und fiel ins Koma. Aus diesem Koma erwachte er nicht mehr und verstarb nach der Verlegung ins philippinische Herzzentrum in Quezon City.